# Hockey Novara 1998-1999
Questa voce raccoglie le informazioni riguardanti l'Hockey Novara nelle competizioni ufficiali della stagione 1998-1999.

## Maglie e sponsor
Lo sponsor ufficiale per la stagione 1998-1999 fu Cristina Rubinetterie di Gozzano.
| 1ª divisa | 2ª divisa | 3ª divisa |

## Organico

### Giocatori
| N° | Naz.                 | Ruolo | Sportivo             |  |  |  |
| -- | -------------------- | ----- | -------------------- |  |  |  |
|    | Italia (bandiera)    | E     | Enrico Bernardini    |  |  |  |
|    | Italia (bandiera)    | P     | Mauro Bianchi        |  |  |  |
|    | Italia (bandiera)    | E     | Girolamo Lobasso     |  |  |  |
|    | Italia (bandiera)    | P     | Massimo Cunegatti    |  |  |  |
|    | Argentina (bandiera) | E     | Osvaldo Gonella      |  |  |  |
|    | Italia (bandiera)    | E     | David Macini         |  |  |  |
|    | Italia (bandiera)    | E     | Alessandro Tresoldi  |  |  |  |
|    | Italia (bandiera)    | E     | Alberto Michielon    |  |  |  |
|    | Italia (bandiera)    | E     | Alessandro Michielon |  |  |  |
|    | Italia (bandiera)    | E     | Alberto Orlandi      |  |  |  |
|    | Italia (bandiera)    | E     | Antonio Piscitelli   |  |  |  |

### Staff tecnico
- Allenatore:  Beniamino Battistella e  Livio Parasuco